# Lois de mesures préalables de juillet 2015
Lire en ligne

(el) Loi 4334/2015 ; Loi 4335/2015

Les lois de mesures préalables de juillet 2015 sont deux lois adoptées par le Parlement hellénique les 15 et 22 juillet 2015. Elles approuvent l'accord conclu par les chefs d'État et de gouvernement de la zone euro lors du sommet des 12 et 13 juillet 2015 et adoptent les mesures préalables qui conditionnent l'ouverture des négociations sur un troisième programme de prêts internationaux à la Grèce.
La loi du 15 juillet 2015, adoptée par 229 voix « pour », 64 voix « contre » et 6 voix « présent », approuve l'accord du 13 juillet et introduit des hausses d'impôts, notamment de la TVA, une réforme de l'ELSTAT et une réforme des retraites. La loi du 22 juillet, adoptée par 230 voix « pour », 63 voix « contre » et 5 voix « présent », introduit un nouveau code de procédure civile et transpose la directive européenne sur la résolution des crises bancaires.
L'adoption de ces mesures préalables conduit l'Eurogroupe à accorder un prêt relais de 7,16 milliards d'euros à la Grèce, puis à ouvrir les négociations pour la conclusion d'un troisième mémorandum d'entente. Celui-ci est signé le 14 août 2015 : il prévoit des prêts de 86 milliards d'euros répartis sur trois ans, conditionnés à l'adoption d'un catalogue détaillé de réformes et au respect de cibles de solde primaire.
Sur le plan politique, l'accord du 13 juillet et les lois qui le mettent en œuvre sont contestées par une partie de la majorité parlementaire du SYRIZA. Une trentaine de députés votent contre ou s'abstiennent lors du vote des lois des 15 et 22 juillet, qui ne peuvent être adoptées qu'avec les voix des partis d'opposition. Elles conduisent in fine à la démission du gouvernement d'Aléxis Tsípras un mois plus tard, à la scission du SYRIZA et à l'organisation d'élections législatives anticipées en septembre 2015.

## Contexte
Au début de l'été 2015, la Grèce est dans une situation économique et sociale fortement dégradée après six années de récession. La crise économique se double d'une crise de la dette publique, et le pays est placé depuis 2010 sous programme d'assistance financière de l'Union européenne et du Fonds monétaire international. La dette publique atteint 177 % du PIB en 2014.
Le gouvernement d'Aléxis Tsípras, issu des élections législatives grecques de janvier 2015 qui ont vu la victoire de la gauche radicale du SYRIZA, conteste les politiques d'austérité budgétaire imposées par les créanciers internationaux. Son programme vise à mettre en œuvre des mesures de relance de l'économie, réduire la pauvreté, lutter contre la corruption et obtenir une restructuration d'une dette publique jugée insoutenable. Les négociations engagées au premier semestre 2015 avec les créanciers restent infructueuses et la dernière tranche de prêts prévue par le deuxième mémorandum n'est pas versée, ce qui place l'État dans une situation de crise de liquidité pour continuer à honorer ses échéances de remboursement.
Lors du sommet de la zone euro des 12 et 13 juillet 2015, le Premier ministre est contraint d'accepter la proposition des créanciers d'un troisième programme de prêts, conditionnée à l'adoption de mesures d'austérité budgétaire supplémentaires. Une série d'« actions préalables » doivent être adoptées par le Parlement hellénique avant le 15 et le 22 juillet et constituent une condition pour l'ouverture des discussions sur un mémorandum d'entente.
Les lois des 15 et 22 juillet 2015 ont pour objet de faire approuver par le Parlement l'accord du 13 juillet et les mesures préalables exigées. Le détail des mesures et les délais d'adoption figurent dans le texte de le la déclaration du sommet de la zone euro :
« Ces mesures, prises en accord total et préalable avec les institutions, porteront sur :

Pour le 15 juillet :
- une rationalisation du régime de TVA et un élargissement de l'assiette fiscale afin d'accroître les recettes ;
- des mesures directes pour améliorer la viabilité à long terme du système des retraites dans le cadre d'un programme global de réforme des retraites ;
- la garantie de la pleine indépendance juridique d'ELSTAT ;
- la pleine mise en œuvre des dispositions pertinentes du traité sur la stabilité, la coordination et la gouvernance au sein de l'Union économique et monétaire, notamment en rendant opérationnel le conseil budgétaire avant la finalisation du protocole d'accord et en introduisant des réductions quasi automatiques des dépenses en cas de dérapages par rapport à des objectifs ambitieux d'excédents primaires, après avoir sollicité l'avis du conseil budgétaire et sous réserve de l'accord préalable des institutions ;

Pour le 22 juillet :
- l'adoption du code de procédure civile, qui représente une refonte en profondeur des procédures et modalités propres au système de justice civile et peut accélérer considérablement les procédures judiciaires et réduire les coûts dans ce domaine ;
- la transposition de la directive relative au redressement des banques et à la résolution de leurs défaillances, avec le soutien de la Commission européenne. »

## Première loi de mesures préalables

### Processus d'adoption
Le projet de loi 4334/2015 de dispositions urgentes pour la négociation et la conclusion d'un accord avec le Mécanisme européen de stabilité est déposé le 14 juillet 2015 par le gouvernement, qui engage la procédure d'urgence. Il doit être examiné le lendemain matin par les commissions parlementaires compétentes pour être discuté en séance plénière l'après-midi, et être voté le même jour, après un débat de dix heures au maximum.
Le projet de loi est examiné par les quatre commissions parlementaires conjointement compétentes le 15 juillet.
L'accord avec les créanciers divise la majorité parlementaire du SYRIZA. 109 des 201 membres du comité central du parti, dont une quinzaine de députés, publient une déclaration pour s'opposer à l'accord conclu avec les créanciers. Le Premier ministre Aléxis Tsípras réunit son groupe parlementaire quelques heures avant le débat en séance plénière pour leur demander d'approuver l'accord, soulignant que son gouvernement ne pourrait rester en fonction sans le soutien de sa majorité parlementaire. Le président des Grecs indépendants, le parti de droite souverainiste et partenaire de coalition du gouvernement, Pános Kamménos, déclare que son groupe votera pour l'application de l'accord.
Le Parlement hellénique se réunit en séance plénière le soir du 15 juillet. Le débat oppose :
- le gouvernement et sa majorité, qui soutiennent l'application d'un accord qu'ils désapprouvent, mais conclu sous la contrainte des créanciers ;
- les dissidents du SYRIZA, qui refusent l'accord signé par le gouvernement ;
- les partis d'opposition pro-européens, la Nouvelle Démocratie (76 députés), La Rivière (17 députés) et le PASOK (13 députés), qui sont favorables à un troisième mémorandum et jugent le gouvernement responsable de son contenu ;
- les partis d'opposition anti-européens, Aube dorée (17 députés) et le Parti communiste de Grèce (15 députés), qui s'opposent à l'accord.

Le vote de la loi est assuré par le soutien des partis d'opposition, mais l'importance des défections au sein du SYRIZA est décisive pour le gouvernement. La majorité parlementaire est composée de 162 députés, dont 149 députés du SYRIZA et 13 députés des Grecs indépendants. Si le nombre de dissidents est supérieur à 40, le gouvernement ne disposera plus des 121 députés nécessaires pour se maintenir au pouvoir.
À l'extérieur du Parlement, plusieurs milliers de personnes manifestent sur la place Syntagma contre la politique d'austérité budgétaire exigée par les créanciers.
La loi est adoptée dans la nuit du 15 au 16 juillet par 229 voix « pour », 64 voix « contre », 6 voix « présent » et 1 absence. 39 députés du SYRIZA ne votent pas la ratification, parmi lesquels le précédent ministre des finances, la présidente du Parlement et plusieurs membres du gouvernement : 32 votent « contre », 6 votent « présent » et 1 est absente.

### Dispositions
Le projet de loi initial comportait deux articles : l'article 1er ratifiait la décision du sommet de la zone euro du 12 juillet 2015 et l'article 2 comprenait l'ensemble des autres mesures. À la demande du rapporteur parlementaire du texte, le gouvernement a déplacé l'approbation de la décision du sommet de la zone euro dans l'exposé des motifs. Les dispositions législatives adoptées figurent donc dans un article unique, de sorte que les députés se prononcent par un seul vote.
Les dispositions introduisant une nouvelle définition de l'infraction de fraude fiscale, prévues dans le projet de loi initial, sont retirées par le gouvernement avant le vote pour être réécrites et adoptées dans un projet ultérieur.

#### Mesures fiscales
La loi prévoit des mesures fiscales dont l'objet est de dégager 4 milliards d'euros de recettes supplémentaires, dont la moitié par des hausses de la taxe sur la valeur ajoutée (TVA).
La loi prévoit, :
- le passage au taux normal de 23 % de TVA sur des produits et services qui étaient soumis au taux réduit, notamment la restauration, la plupart des produits alimentaires, les services de taxi et de transports collectifs, et les polices d'assurance ;
- la hausse de la TVA sur l'hôtellerie de 6,5 % à 13 % ;
- la suppression de la réduction de TVA dans les îles, au 1er octobre 2015 pour les îles les plus développées et au 1er juin 2016 pour les îles moins développées, selon un seuil de revenu par habitant défini par décret ;
- la hausse de l'impôt sur les sociétés de 26 % à 29 % ;
- l'augmentation de l'avance d'impôt sur les sociétés due par les entreprises de 55 % à 75 % du montant de l'impôt pour l'année 2015, et à 100 % à partir de 2016 ;
- la hausse de la taxe sur les produits de luxe de 5 % à 13 % ;
- la hausse des taux de la taxe exceptionnelle sur les revenus.

#### Réforme de l'ELSTAT
La loi réforme l'institut de statistique public ELSTAT pour augmenter son autonomie par rapport au gouvernement, et modifie les règles d'application du Traité sur la stabilité, la coordination et la gouvernance. Elle crée un Comité consultatif du système statistique et introduit un mécanisme de contrainte automatique des finances publiques en cas de déviation par rapport à la trajectoire prévue,.

#### Réforme des retraites
La loi modifie le système de retraites pour réduire le montant des pensions versées. Elle prévoit, :
- le report de l'âge légal de la retraite à 67 ans ;
- la fusion de tous les dispositifs de retraites complémentaires dans le Fonds unique de l'assurance complémentaire (ETEA) ;
- le gel nominal de la contribution de l'État à l'ETEA jusqu'en 2021 ;
- l'augmentation des cotisations maladies sur les pensions de retraite de 4 % à 6 %, et l'introduction d'une cotisation de même montant sur les retraites complémentaires.

### Conséquences
L'accord avec les créanciers a été approuvé par le Parlement hellénique avec une large majorité de 229 voix sur 300. Parmi les députés du SYRIZA, le nombre de dissidents est resté inférieur à 40, le seuil qui aurait réduit le soutien au gouvernement à moins de 121 députés. Cependant, le gouvernement a perdu sa majorité, la loi ayant été adoptée avec les voix de l'opposition. De plus, plusieurs membres du gouvernement ont voté contre l'accord. Certains d'entre eux ont quitté le gouvernement : le ministre des Finances Yánis Varoufákis le lendemain du référendum du 5 juillet et la vice-ministre des Finances Nádia Valaváni le jour du vote de la loi. D'autres, notamment le ministre de la production et dirigeant de la Plate-forme de gauche Panayiótis Lafazánis, ont indiqué que leur démission était à la disposition du Premier ministre.
Alors que la formation d'un gouvernement de technocrates ou d'un gouvernement d'union nationale, c'est-à-dire une coalition avec les partis d'opposition, était souhaitée par les créanciers de la Grèce, le Premier ministre opte pour un remaniement ministériel le 17 juillet. Les ministres dissidents quittent le gouvernement. Le même jour, l'Eurogroupe accorde à la Grèce un prêt-relais de 7,16 milliards d'euros qui lui permet de faire face à ses échéances de remboursement immédiates. Les banques sont ouvertes le 20 juillet après trois semaines de fermeture. Les restrictions et le contrôle des capitaux restent en vigueur. Les retraits bancaires sont plafonnés à 420 euros par semaine au lieu de 60 euros par jour.

## Deuxième loi de mesures préalables

### Processus d'adoption
Le projet de loi 4335/2015 de dispositions urgentes de mise en œuvre de la loi 4334/2015 est déposé le 21 juillet par le gouvernement en procédure d'urgence. Le texte compte 977 pages, dont les 1008 articles du Code de procédure civile et les 130 articles de transposition de la directive sur la résolution des crises bancaires. La présidente du Parlement Zoé Konstantopoúlou dénonce publiquement l'atteinte à la souveraineté et à la séparation des pouvoirs constitué par le vote de la loi sous la contrainte extérieure et sans discussion possible.
Le même jour, le Premier ministre Aléxis Tsípras s'adresse aux dissidents de son parti pour critiquer leur opposition sans proposition alternative, qui met son gouvernement en minorité au Parlement.
Le projet de loi est adopté par les quatre commissions parlementaires conjointement compétentes le 22 juillet dans l'après-midi pour être débattu en séance plénière dans la soirée.
Le jour du vote, deux manifestations sont organisées simultanément sur la place Syntagma par le syndicat communiste PAME et la confédération syndicale des fonctionnaires ADEDY, qui rassemblent environ 6 000 personnes.
La loi est adoptée vers quatre heures du matin par 230 voix « pour », 63 voix « contre », 5 voix « présent » et 2 absences. Parmi les députés du SYRIZA, 36 députés ne votent pas la loi, dont 31 votes « contre » et 5 votes « présent ». Les défections au sein de la majorité sont légèrement moindres que lors du précédent vote, où 39 députés du SYRIZA n'avaient pas voté « pour ».

### Dispositions
La loi comprend deux articles : le premier article adopte un nouveau Code de procédure civile, le deuxième article transpose en droit national la directive « BRRD » sur la résolution des crises bancaires. La suppression des retraites anticipées et le doublement de la fiscalité sur les agriculteurs ne sont pas incluses dans le projet de loi, car elles ne figuraient pas dans la liste des exigences préalables des créanciers et elles auraient compromis le soutien des partis d'opposition au vote de la loi.

#### Code de procédure civile
La loi adopte un nouveau Code de procédure civile, qui remplace le code modifié de 1967. Il comprend de nombreuses dispositions, dont les principales portent sur l'accélération des procédures pour réduire les coûts de la justice et la saisie des biens.
Les procédures sont réformées pour juger plus rapidement les affaires civiles. La procédure orale est remplacée par une procédure écrite, de sorte que l'audience se déroule sans audition des témoins et sans la présence des parties et de leurs avocats. Les procédures particulières sont supprimées. Les conditions d'appel sont durcies.
Les règles concernant la saisie des actifs des entreprises en faillite sont modifiées. L'État et les autorités publiques ne sont plus des créanciers privilégiés, tandis que les banques deviennent des créanciers prioritaires. Le nouveau code prévoit que les actifs d'une entreprise liquidée sont partagés à 65 % pour les banques, 25 % pour les salariés et l'État, et 10 % pour les autres créanciers.
Les règles de saisie des biens des ménages surendettés sont également modifiées. Les banques obtiennent la possibilité de saisir les résidences principales en expulsant leurs occupants, et non plus seulement les résidences secondaires. Les biens saisis sont mis aux enchères à leur valeur de marché, et non plus à leur valeur cadastrale. Dans un contexte de forte baisse des prix de l'immobilier en raison de la crise économique, les nouvelles règles font baisser la mise à prix de 30 % en moyenne, ce qui permet aux banques de conclure davantage de ventes.
L'adoption du nouveau code était une demande de la troïka des créanciers. Un projet de loi avait été déposé en 2014 par le gouvernement Samarás mais n'avait pas abouti, car les prérogatives données aux banques étaient considérées comme excessives et le projet était contesté par les professionnels de la justice.

#### Directive sur la résolution des crises bancaires
La loi transpose en droit national la directive européenne « BRRD » sur la résolution des crises bancaires de 2014. Elle organise la procédure de résolution des crises bancaires. Elle instaure une garantie des dépôts jusqu'à 100 000 euros, et elle vise à faciliter la recapitalisation des banques en mettant à contribution les actionnaires et les déposants plutôt que les institutions publiques.

### Conséquences

#### Troisième mémorandum
À la suite du vote des actions préalables, le quartet des institutions, qui remplace la troïka et comprend désormais le Mécanisme européen de stabilité en plus de la Commission européenne, du Fonds monétaire international et de la Banque centrale européenne, envoie de nouveaux représentants à Athènes pour contrôler la mise en œuvre du mémorandum.
Le troisième mémorandum d'entente est négocié par le gouvernement avec les représentants des créanciers. Un accord technique est obtenu le 11 août 2015. Le mémorandum prévoit des prêts de 86 milliards d'euros répartis sur trois ans, conditionnés à l'adoption d'un catalogue détaillé de réformes. Celui-ci comprend deux nouvelles séries de mesures prioritaires qui doivent être respectivement adoptées la semaine suivante et au mois d'octobre. Le mémorandum impose également un solde primaire de -0,25 % en 2015, 0,5 % en 2015, 1,75 % en 2017 et 3,5 % en 2018.
Le Parlement hellénique approuve le mémorandum et adopte les 35 mesures prioritaires qu'il prévoit dans la nuit du 14 août 2015 par 222 voix « pour », 64 voix « contre » et 11 voix « présent ». Le mémorandum d'entente est signé lors de l'Eurogroupe du 14 août.

#### Dissolution du Parlement
Comme lors du vote précédent, la loi du 22 juillet 2015 a été adoptée grâce aux voix des partis d'opposition. Les dissidents du SYRIZA ont consolidé leur opposition, sans pour autant chercher à renverser le gouvernement. Ce dernier gouverne donc contre une partie de sa propre majorité.
La situation est identique lors du vote d'approbation du troisième mémorandum le 14 août 2015. Le 20 août, le Premier ministre présente sa démission au président de la République. Le Parlement hellénique est dissous le 28 août et des élections législatives anticipées sont convoquées le 20 septembre 2015.